# Sakura (cerejeira)

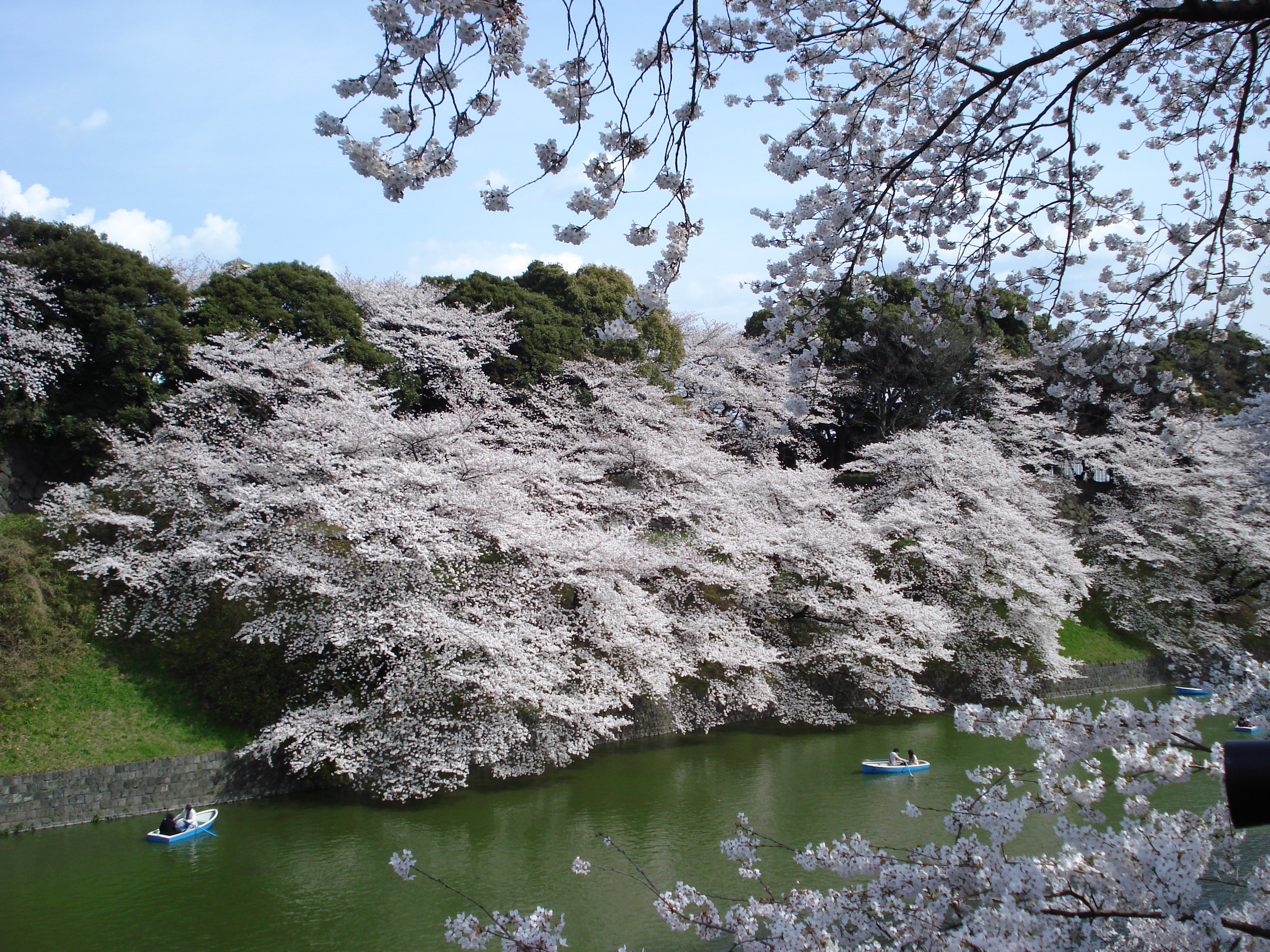
Sakuras no Palácio Imperial de Tóquio

Sakura (桜 / 櫻 ou さくら) são as cerejeiras ornamentais do Japão (incluindo a Prunus serrulata) e suas flores. A cereja (桜 ん ぼ, sakuranbo) vem de outra espécie do gênero Prunus.

## Espécies

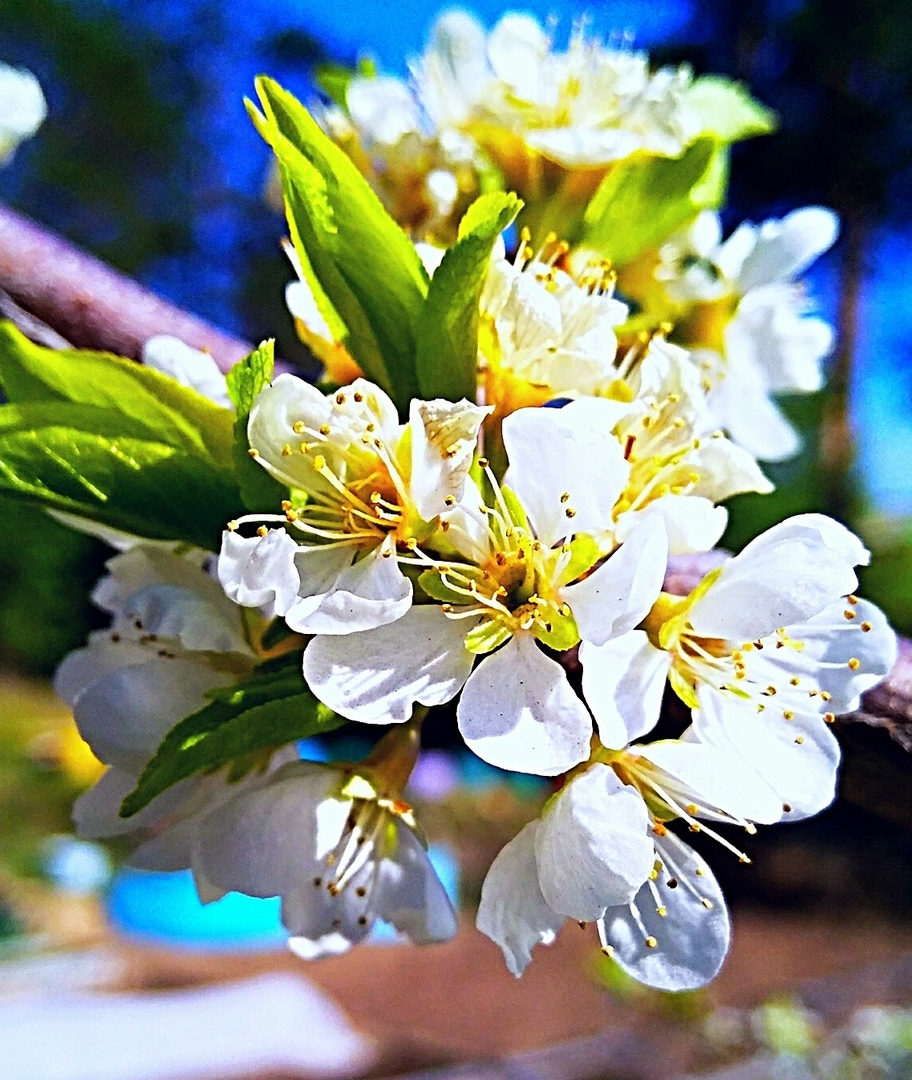
Flor de cerejeira na Sibéria Oriental

Existem mais de 600 variedades de sakura diferenciadas pelo número de pétalas, a cor das flores e as folhas jovens, ou o período de floração. A cor das flores vai do branco ao vermelho escuro através de todos os tons de rosa pálido.
Algumas das espécies de cerejeiras ornamentais mais comuns no Japão incluem:
- Prunus serrulata, a cerejeira do Japão
- Prunus speciosa, a cerejeira de Izu Ōshima cereja
- Prunus sargentii, a cerejeira de Ezo
- Prunus × yedoensis, a cerejeira Yoshino, híbrida da Prunus speciosa e da Prunus subhirtella 'Pendula' ou Prunus jamazakura.[3]

A variedade favorita dos japoneses é a cerejeira Yoshino (染井吉野, Somei yoshino). Suas flores são quase brancas, com o rosa mais pálido especialmente no tronco. Em geral, as pétalas dessas flores caem, ou melhor, "dispersam" (散る, chiru) uma semana antes das folhas aparecerem. Esta variedade é chamada assim por conta da aldeia de Somei (agora parte do distrito de Toshima, em Tóquio). De acordo com pesquisas genéticas, é um híbrido que foi desenvolvido em meados do século XIX na região de Edo (atual Tóquio).
A yaezakura e a shidarezakura são outras variedades populares de cerejeiras japonesas. A yaezakura (Prunus serrulata F. purpurascens) possui grandes flores com mais de cinco pétalas densas e com um tom de rosa mais escuro. A shidarezakura (Prunus serrulata var pendula ou Prunus pendula Maxim), ou "cerejeira chorosa", tem ramos que se caem como os do salgueiro-chorão e carregam cascatas de flores rosa.

## Simbolismo

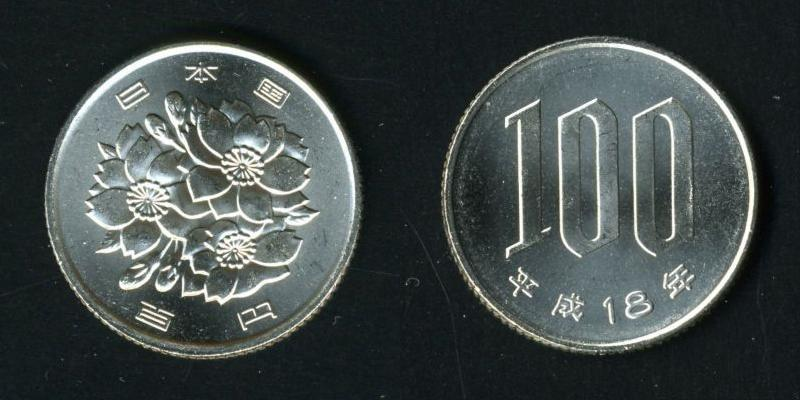
Uma moeda de 100 ienes retratando uma sakura

No Japão, as sakura simbolizam nuvens devido ao seu florescimento natural em massa, além de ser uma metáfora para a natureza efêmera da vida, e um aspecto da tradição cultural Japonesa que é geralmente associado com a influência Budista, e que está incorporado no conceito de Mono-no-aware.A associação das sakura com o mono-no-aware data do estudioso do século XVIII Motoori Norinaga. A transitoriedade das sakura, a delicada beleza e volatilidade, é geralmente associada com a mortalidade e a graciosa e rápida aceitação do destino e karma; por esta razão, as sakura são ricamente simbólicas, e tem sido utilizadas geralmente na arte, no mangá, no anime e nos filmes, bem como em performances musicais para efeito de ambiente. Há pelo menos uma canção tradicional popular, originalmente destinada para o shakuhachi (flauta de bambu), chamada "Sakura". A flor também é representada em todos os tipos de bens de consumo no Japão, incluindo kimonos, papelaria e louça.
A Sakurakai ou Sociedade das Sakura foi o nome escolhido por jovens oficiais dentro do Exército Imperial Japonês em setembro de 1930 para sua sociedade secreta estabelecida com o objetivo de reorganizar o estado por meio de linhas militaristas totalitárias, via um golpe de estado militar se necessária.

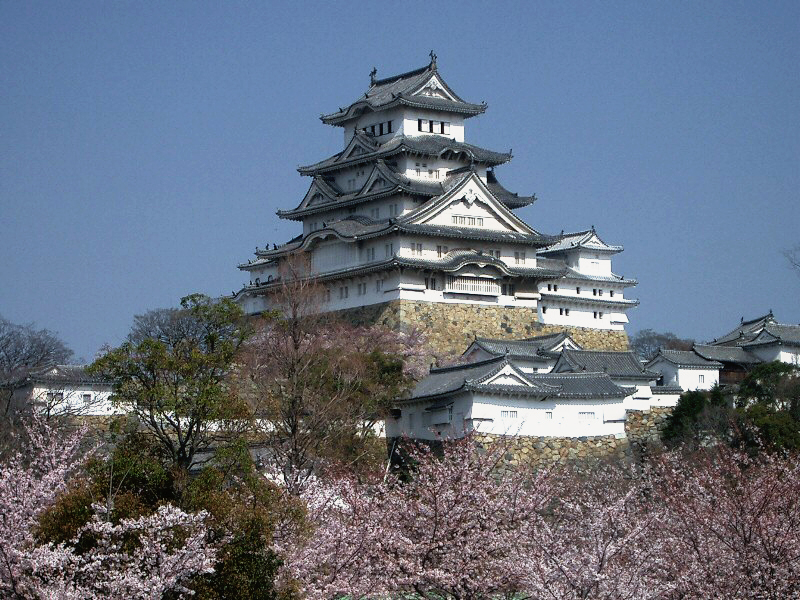
Sakuras no Castelo de Himeji, Japão

Durante a Segunda Guerra Mundial, as sakuras eram usadas para motivar o povo Japonês, para acender o nacionalismo e o militarismo entre as pessoas.Mesmo antes da guerra, elas eram usadas em propagandas para inspirar o "espírito Japonês", como na música "Canção do Jovem Japão", que falava em "guerreiros" que estavam "prontos como a miríade de sakuras a dispersar-se".Em 1932, a poesia de Akiko Yosano instigava os soldados Japoneses para sofrerem na China e comparava os soldados mortos com as sakuras.Discussões de que os planos para a Batalha do Golfo de Leyte, envolvendo todas as embarcações Japonesas, poderiam expor o Japão a sério perigo se ela falhasse, foram contestadas com a alegação de que a Marinha seria permitida "florescer como flores da morte". A última mensagem das forças em Peleliu (Palau) foi "Sakura, Sakura". Os pilotos Japoneses as pintavam nos lados de suas aeronaves antes de embarcar em uma missão suicida, ou até mesmo levavam ramos de uma árvore com eles nas missões. Uma sakura pintada no lado de um kamikaze simbolizava a intensidade e efemeridade da vida; deste modo, a associação estética foi alterada de modo que as pétalas caindo representariam o sacrifício dos jovens em missões suicidas em honra ao imperador. O primeira unidade kamikaze tinha uma subunidade chamada Yamazakura (sakuras selvagens). O próprio governo chegou a encorajar as pessoas para acreditarem que as almas dos guerreiros caídos reincarnavam nas flores.
Em suas empresas coloniais, o Japão Imperial geralmente plantava cerejeiras como "reivindicação do território ocupado como espaço Japonês".
As sakura também são um símbolo prevalente no Irezumi, a tradicional arte das tatuagens Japonesas. Na arte das tatuagens, as sakura também são geralmente combinadas como outros símbolos clássicos Japoneses como nishikigois, dragões ou tigres.

## Lenda
Existe na Cultura Japonesa uma lenda sobre como nasceu  a maravilhosa árvore : "Era um período de conflitos, repleto de batalhas sangrentas e mortes no Japão. Os senhores feudais e seus clãs travavam guerras intermináveis em busca de poder e glória. Os momentos de paz eram escassos. Valentes guerreiros perderam a vida deixando um cenário de desolação e dor. Em meio a este terrível cenário sangrento, havia um bosque que nem mesmo a guerra podia tocar. O lugar era lindo, repleto de árvores belas e frondosas que exalavam perfumes delicados e consolavam os atormentados sobreviventes. Embora a guerra avançasse, nenhum exército se atrevia a violar esse oásis em meio ao caos. Porém, neste paraíso repleto das mais belas árvores, havia uma que nunca florescia. Mesmo que demonstrasse estar viva, seus galhos eram secos e sem cor. Os animais nunca chegavam perto e a grama não crescia ao seu redor. Era uma árvore solitária.
Certo dia, uma ninfa celestial visitou a floresta e se deparou com a triste árvore. Comovida, declarou que iria ajudá-la a se tornar bela e radiante e lhe fez uma interessante proposta: ela usaria seu poder para criar um encantamento que permitiria à árvore sentir o que um coração humano sente. A ninfa acreditava que se a árvore experimentasse emoções verdadeiras ela voltaria a florescer. O encantamento duraria 20 anos e nesse período a árvore poderia se transformar em ser humano sempre que quisesse. Porém, se em 20 anos ela não fosse capaz de manifestar sua vitalidade, ela morreria. Cheia de esperança, a árvore se agarrou à proposta, transformou-se em humano e passou a viver entre os homens. Anos se passaram, mas a árvore se decepcionou, pois só via ódio e guerra à sua volta.
Um dia, ao chegar à beira de um riacho, viu uma jovem que buscava água com certa dificuldade. A árvore transformada em homem se aproximou e ofereceu ajuda. Sakura, além de linda era muito simpática. Eles conversaram bastante e a jovem demonstrou empatia pelos que sofrem com a guerra, porém demonstrou que acreditava que dias melhores estavam por vir. Quando Sakura perguntou seu nome, a árvore respondeu: “Yohiro”, que significa “esperança”. O casal tinha muita sintonia e se tornaram amigos próximos. Todos os dias eles se encontravam para conversar, cantar, ler e quanto mais o tempo passava, mais sentiam que queriam estar um ao lado do outro. E, assim, o relacionamento foi se fortalecendo e Yohiro decidiu confessar seus sentimentos a Sakura. Decidido declarou seu amor e também contou quem ele realmente era, ou seja, uma triste árvore que não conseguia florescer. Impactada com a confissão de Yohiro, Sakura não conseguiu emitir nenhum som. E como o prazo de 20 anos estava se esgotando, Yohiro voltou a ser árvore e passou a aguardar pelo seu inevitável destino.
Entretanto, uma tarde, quando Yohiro menos esperava, a jovem Sakura apareceu no bosque e abraçando a árvore, também confessou seu amor. Nesse momento, a ninfa celestial reapareceu e fez uma proposta a Sakura: ela poderia permanecer humana e se despedir de Yohiro ou se uniria a ele na forma de árvore. Sakura não teve dúvidas, optou por ficar ao lado de Yohiro para sempre. Nesse momento, o milagre aconteceu. Os dois se tornaram um só e a triste árvore de outrora, finalmente floresceu, transformando-se na árvore Sakura “Cerejeira em flor”, a mais bela da floresta. Desde então, o sincero amor de Sakura e Yohiro perfuma os campos e jardins de todo Japão".